# Estadio Hailé Pinheiro
El Estadio Hailé Pinheiro también conocido como Estadio da Serrinha es un estadio de fútbol localizado en la ciudad de Goiânia, estado de Goiás, Brasil. El estadio fue inaugurado en 1995 y posee una capacidad para 14.450 espectadores. Es propiedad del Goiás Esporte Clube.
El estadio da Serrinha se utiliza actualmente para los juegos del Campeonato Goiano y las primeras fases de la Copa de Brasil. Cuando el estadio alcance la capacidad aceptada por la CBF para los juegos de Campeonato Brasileño Série A, el Goiás dejará de lado el Estadio Serra Dourada.
El 3 de julio de 2019 fue elegido una de las sedes de la Copa Mundial de Fútbol Sub-17 de 2019 a realizarse en Brasil.